# Machimus erevanensis
Machimus erevanensis là một loài ruồi trong họ Asilidae. Machimus erevanensis được Richter miêu tả năm 1963. Loài này phân bố ở vùng Cổ Bắc giới.